# Tiers Ordre de l’Unité
Der Dritte Orden der Einheit (Le Tiers Ordre de l’Unité) ist der Dritte Orden der Communauté de Grandchamp.

## Geschichte
Der Dritte Orden der Einheit (DOE) entstand im August 1955 auf Initiative von Frère Roger, um den „Grandes Communautés“ von Taizé und von Grandchamp (also dem damaligen engeren Kreis der Laien um die Ordensgemeinschaften) eine gemeinsame geistliche Struktur zu geben. 
Während der 1960er Jahre (nach dem Zweiten Vatikanischen Konzil) entschieden sich die Brüder von Taizé, den Empfang von Jugendlichen ins Zentrum ihrer Aktivitäten zu stellen und die Betreuung des DOE an die Schwestern von Grandchamp abzutreten.
Die ersten Gruppen des DOE entstanden in Lausanne, Genf, Neuenburg, später kamen Gruppen in der deutschsprachigen Schweiz, den Niederlanden und Deutschland hinzu. Vereinzelte Mitglieder gibt es in Frankreich, den USA und in afrikanischen Ländern. In Österreich gibt es derzeit keine Mitglieder. Der DOE hat insgesamt etwa 170 Mitglieder. 

## Ordensleben
Die Mitglieder des Ordens der Einheit leben ihr Engagement in ihrem Beruf, ihrer Familie und ihrer Gemeinde. Tägliches Gebet und Meditation der Bibel, Einkehrtage (Retraiten in Grandchamp oder der Deutschschweizer Außenstelle der Schwestern von Grandchamp, dem Sonnenhof in Gelterkinden) und regionale Zusammenkünfte im Verlaufe des Jahres kennzeichnen ihr spirituelles Leben. Die Regionalgruppen kommen zu Gottesdiensten, Bibelarbeiten und Gesprächskreisen, in denen sie sich über das jeweilige Jahresthema austauschen, zusammen. 
Der DOE wird von der Équipe, einem Team von acht Mitgliedern aus der welschen Schweiz, der Deutschschweiz, aus Deutschland und den Niederlanden und einer Schwester der Communauté de Grandchamp, geleitet.

## Ordensregel
Die Regel des DOE besteht im Wesentlichen aus den Kapitelüberschriften einer frühen Fassung der Regel von Taizé: 
Bete und arbeite, damit sein Reich komme.

Lass in deinem Tag Arbeit und Ruhe von Gottes Wort belebt werden.

Bewahre in allem die innere Stille, um in Christus zu bleiben.

Lass dich durchdringen vom Geist der Seligpreisungen: Freude – Einfachheit – Barmherzigkeit.